# L'Autobiographie de Charles Darwin
L'Autobiographie de Charles Darwin (The Autobiography of Charles Darwin) est l'autobiographie du naturaliste anglais Charles Darwin qui fut publiée en 1887, cinq ans après sa mort.
Darwin a écrit le livre, qu'il intitula Recollections of the Development of my Mind and Character, pour sa famille. Il déclare l'avoir commencé le 28 mai 1876 et fini le 3 août de la même année.
Le livre fut édité par son fils Francis Darwin, qui retira plusieurs passages sur les points de vue critiques de Darwin sur Dieu et le christianisme. Il fut édité à Londres par John Murray comme un chapitre compris dans le livre The life and letters of Charles Darwin, including an autobiographical chapter.
Les passages retirés ont par la suite été restaurés par l'arrière-petite-fille de Darwin, Nora Barlow (en), dans une édition de 1958 afin de célébrer le 100e anniversaire de la publication de l'L'Origine des espèces. Cette édition fut publiée à Londres par Collins sous le titre The Autobiography of Charles Darwin 1809-1882. With the original omissions restored. Edited and with appendix and notes by his grand-daughter Nora Barlow.
L'original est désormais dans le domaine public car ses droits d'auteur ont expiré, mais les dernières versions restent sous copyright. Les deux versions sont disponibles en ligne sur Darwin Online.